# تشميع (إزالة الشعر)
التَشْمِيْع هي عملية إزالة الشعر من الجذور بواسطة تغطية الجلد بمادة لاصقة، مثل الشمع، وحينها يلتصق بشعر الجسم، ثم يُزال هذا الغطاء ويتم سحب الشعر من الجريب. عادة لن ينمو الشعر الجديد مرة أخرى في المنطقة المُزال منها الشعر بهذه الطريقة لمدة أربعة إلى ستة أسابيع ، على الرغم من ذلك، بعض الأشخاص سيبدأون في رؤية إعادة نمو الشعور في غضون أسبوع واحد فقط بسبب إختلاف دورة نمو الشعر لديهم. يمكن تشميع أي منطقة تقريبًا من الجسم، بما في ذلك الحواجب والوجه وشعر العانة والساقين والذراعين والظهر والبطن والمفاصل والقدمين. هناك العديد من أنواع الشمع المناسبة لإزالة الشعر غير المرغوب فيه.

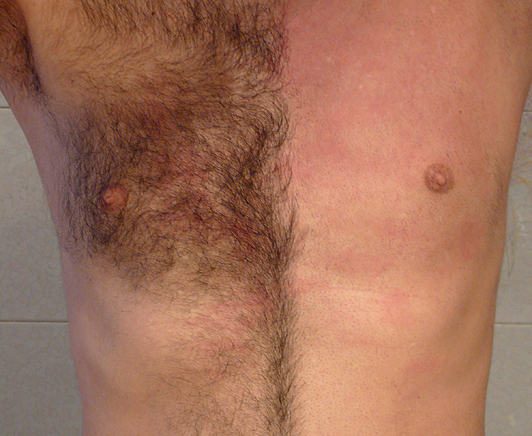
صدر ذكر قبل وبعد إزالة الشعر بالشمع

## الأنواع
يتم إزالة الشعر بالشمع عن طريق نشر الشمع بشكل رقيق على الجلد. يتم وضع شريط من القماش أو الورق والضغط عليه بإحكام، مع التصاق الشريط بالشمع والشمع على الجلد. ثم يتم تمزيق الشريط بسرعة مع اتجاه نمو الشعر، بالتوازي قدر الإمكان مع الجلد لتجنب صدمة الجلد. وهكذا يُزال الشمع مع الشعر. هناك أشكال مختلفة من إزالة الشعر بالشمع: كالشرائح ساخنة أو الباردة أو مسبقة الصنع. على عكس الشمع البارد، ينتشر الشمع الساخن بسهولة على الجلد. الشمع البارد أكثر سمكًا، مما يجعل من الصعب إنتشاره بسلاسة على الجلد. تأتي الشرائط المعدة مسبقًا مع الشمع، وتأتي بأحجام مختلفة لاستخدامات مختلفة حسب المنطقة.
الشمع بدون شرائط (على عكس الشرئط الشمعية)، ويشار إليه أيضًا بالشمع الجاف، ويوضع على الجلد بدون قطعة قماش أو شرائط ورقية. ثم يتجمد الشمع عند تبريده، مما يسمح بإزالته بسهولة من دون استخدام القماش أو الشرائط. هذه الطريقة مفيدة جدًا للأشخاص الذين لديهم بشرة حساسة. لا يلتصق الشمع بدون شرائط بقوة على الجلد، مما يجعله خيارًا جيدًا للبشرة الحساسة حيث تتم إزالة الشعر الدقيق بسهولة أكبر لأن الشمع الجاف يغلف الشعر أثناء جفافه. من الممكن أن تكون هذه الطريقة بدون ألم أيضًا.

## موانع الاستعمال
من المعروف أن العوامل التالية تُعرض من يستخدم إزالة الشعر بالشمع إلى تمزق الطبقة العليا من الجلد أثناء هذه العملية:
- تناول أدوية ترقق الدم
- تناول أدوية لأمراض المناعة الذاتية، بما في ذلك الذئبة
- تناول البريدنيزون أو المنشطات
- الصدفية أو الأكزيما أو أمراض الجلد المزمنة الأخرى
- حروق الشمس الحديثة
- الجراحة التجميلية أو الترميمية الحديثة
- علاج الجلد بالليزر حديثا
- الدوالي الشديدة في الساق
- العد الوردي أو الجلد الحساس للغاية
- التعرضات السابقة بثور الحمى أو القروح الباردة
- التقشير الجراحي الحديث أو التقشير الدقيق أو التقشير الكيميائي باستخدام الجليكوليك أو ألفا هيدروكسي أو حمض الساليسيليك أو المنتجات الحمضية الأخرى.

## المميزات
هناك فوائد عديدة لإزالة الشعر بالشمع أمام الأشكال الأخرى لإزالة الشعر. وهي أنها
- طريقة فعالة لإزالة كميات كبيرة من الشعر في وقت واحد.
- طريقة طويلة الأمد، حيث لن ينمو الشعر في المناطق الشمعية مرة أخرى لمدة أسبوعين إلى ثمانية أسابيع.
- الشعر المزال بالشمع ينمو ناعما في المرات التالية

## العيوب
هناك العديد من عيوب إزالة الشعر بالشمع أيضًا:
- يمكن أن تكون العملية مؤلمة. على الرغم من أن الألم ليس طويل الأمد، أو قد يكون شديدًا، خاصة في المناطق الحساسة.
- هناك عيب آخر في إزالة الشعر بالشمع هو التكلفة: عادةً ما يتم إجراء إزالة الشعر بالشمع من قبل خبير تجميل مرخص، وفي بعض الحالات يمكن أن تكون التكلفة عالية، اعتمادًا على المنطقة المغطاة بالشمع وعدد الجلسات المطلوبة. (هناك لوازم إزالة الشعر بالشمع للإستخدام الذاتي، ولكن قد يكون من الصعب استخدامها على بعض مناطق الجسم).